# ブラディミール・ガルシア (投手)
ブラディミール・ガルシア・エスカランテ（Vladimir García Escalante, 1988年5月24日 - ）は、キューバのシエゴ・デ・アビラ州モロン出身の野球選手（投手）。右投げ右打ち。キューバの国内リーグであるセリエ・ナシオナル・デ・ベイスボルのティグレス・デ・シエゴ・デ・アビラに所属している。

## 経歴
ジュニア時代から注目され、アロルディス・チャップマン、ファン・ヤセル・セラノ（ともに2009年に亡命）、アルベルト・ソト等の同年生まれの投手とともにユースの世界大会にも出場した。
2008年の北京オリンピック代表の一次候補に選出された。
2009年の第2回WBCでもキューバ代表に選出された。純粋なストッパー専業投手であったが、2009-2010シーズン途中から先発投手に転向している。
2012年11月6日に、「侍ジャパンマッチ2012「日本代表 VS キューバ代表」」のキューバ代表が発表され代表入りした。同日、台湾で行われたサンダーシリーズのため来台した。サンダーシリーズ終了後の、14日に来日した。
2013年3月に、第3回WBCのキューバ代表に選出された。ビクトル・メサ監督に直訴してオランダとの敗者復活戦に先発登板したものの、3.2イニングで4失点と散々な内容で降板。チームは最終的にサヨナラ負けを喫し、2大会連続で準決勝進出を逃した。

## 選出としての特徴
- 恵まれた体格からの、最速97mph（約156km/h）の速球とスライダーを武器とする、球界を代表する速球派投手である。

## 人物
生年月日についてはWBC関連の公式サイト等に表示されている1982年7月4日は誤りであるが、これは前回WBC一次候補に入った同じ所属チームの先輩右腕バレリ・ガルシアと混同されたことによる。
2006年の第1回WBCの一次候補に選出された同名の捕手がいるが、血縁関係はない。

## 詳細情報

### 年度別投手成績
| 年 度     | 球 団     | 登 板 | 先 発 | 完 投 | 完 封 | 無 四 球 | 勝 利 | 敗 戦 | セ 丨 ブ | ホ 丨 ル ド | 勝 率 | 打 者 | 投 球 回 | 被 安 打 | 被 本 塁 打 | 与 四 球 | 敬 遠 | 与 死 球 | 奪 三 振 | 暴 投 | ボ 丨 ク | 失 点 | 自 責 点 | 防 御 率 | W H I P |
| --------- | --------- | ----- | ----- | ----- | ----- | -------- | ----- | ----- | -------- | ----------- | ----- | ----- | -------- | -------- | ----------- | -------- | ----- | -------- | -------- | ----- | -------- | ----- | -------- | -------- | ------- |
| 2005-2006 | CAV       | 21    | 3     | 0     | 0     | --       | 3     | 5     | 5        | --          | .375  | 198   | 44.2     | 52       | 2           | 13       | 1     | 5        | 28       | 1     | 0        | 31    | 30       | 6.04     | 1.46    |
| 2006-2007 | CAV       | 33    | 0     | 0     | 0     | --       | 4     | 5     | 14       | --          | .444  | 226   | 53.2     | 39       | 0           | 27       | 8     | 6        | 41       | 4     | 1        | 15    | 10       | 1.68     | 1.23    |
| 2007-2008 | CAV       | 34    | 0     | 0     | 0     | --       | 7     | 5     | 10       | --          | .583  | 367   | 82.0     | 81       | 5           | 36       | 16    | 5        | 62       | 2     | 0        | 39    | 28       | 3.07     | 1.43    |
| 2008-2009 | CAV       | 35    | 0     | 0     | 0     | --       | 4     | 3     | 25       | --          | .571  | 283   | 72.0     | 42       | 3           | 26       | 4     | 7        | 71       | 5     | 0        | 14    | 13       | 1.63     | 0.94    |
| 2009-2010 | CAV       | 27    | 11    | 2     | 1     | --       | 11    | 4     | 8        | --          | .733  | 469   | 114.0    | 89       | 8           | 43       | 2     | 14       | 115      | 11    | 0        | 40    | 34       | 2.68     | 1.16    |
| 2010-2011 | CAV       | 17    | 15    | 4     | 2     | --       | 8     | 6     | 0        | --          | .571  | 408   | 90.2     | 110      | 10          | 29       | 3     | 15       | 38       | 5     | 0        | 62    | 56       | 5.56     | 1.53    |
| 2011-2012 | CAV       | 22    | 22    | 11    | 2     | --       | 14    | 5     | 0        | --          | .737  | 696   | 173.2    | 119      | 5           | 68       | 10    | 27       | 101      | 9     | 1        | 39    | 33       | 1.71     | 1.08    |
| 通算：7年 | 通算：7年 | 189   | 51    | 17    | 5     | --       | 51    | 33    | 62       | --          | .607  | 2647  | 630.2    | 532      | 33          | 242      | 44    | 79       | 456      | 37    | 2        | 240   | 204      | 2.91     | 1.23    |

- 各年度の太字はリーグ最高
- キューバで通常用いられる個人通算成績は、プレーオフや選抜リーグなども合算するため、この表の合計とは一致しない

### 代表歴
- 2009 ワールド・ベースボール・クラシック・キューバ代表
- 2013 ワールド・ベースボール・クラシック・キューバ代表

## 参考資料
1. ↑  34 preguntas a… Vladimir García
2. ↑  Tigres de Ciego de Avila Roster
3. ↑  2009 Tournament Roster[リンク切れ] WBC公式サイト英語 2015年4月15日閲覧
4. ↑  侍ジャパンマッチ2012 日本代表メンバー[リンク切れ] NPB公式サイト (2012年11月6日) 2015年4月15日閲覧
5. ↑  キューバ代表メンバー[リンク切れ] NPB公式サイト (2012年11月6日) 2015年4月15日閲覧
6. ↑  Cuba arrives for Thunder Series in Taichung and Taoyuan[リンク切れ] IBAF公式サイト 英語 (2012年11月7日) 2015年4月19日閲覧
7. ↑  キューバ代表来日　ＭＬＢ関係者も熱視線[リンク切れ] スポニチアネックス (2012年11月15日) 2015年4月19日閲覧
8. ↑  2013 Tournament Roster[リンク切れ] WBC公式サイト 英語 2015年4月15日閲覧
9. ↑  キューバ先発ガルシアが直訴　WBC 日刊スポーツ（2013年3月11日）
10. ↑  Serie_Nacional Archived 2013年11月1日, at the Wayback Machine.